# Belém Velho
Pour les articles homonymes, voir Belém (homonymie).

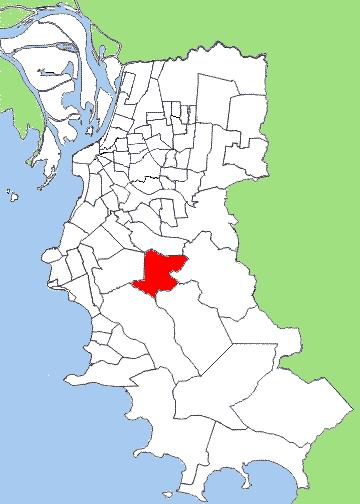
Ajout d'image

Belém Velho est un quartier de la ville de Porto Alegre, capitale de l'État du Rio Grande do Sul.
Il a été créé par la Loi 4876 du 24/12/80.

## Données générales
- Population (2000) : 7.876 habitants
  - Hommes : 3.839
  - Femmes : 4.037
- Superficie : 866 ha
- Densité : 9,09 hab/ha

## Limites actuelles
De la jonction des routes Belém Velho et Kanazawa jusqu'à rencontrer le bout de la rue Ventura Pinto ; de là, jusqu'à la marque géodésique du Morro da Pedra Redonda ; ensuite, jusqu'à la jonction de l'avenue Professor Oscar Pereira avec la Route de l'Embratel ; puis de l'avenue Professor Oscar Pereira jusqu'à la Route Antônio Borges ; de cette dernière jusqu'à la Route  Afonso Lourenço Mariante et la Route Afonso Lourenço Mariante, puis à la rue Giacomo Muttoni et la Route du Rincão ; de celle-ci jusqu'à la route Octávio Frasca et la Route Costa Gama, puis la Route Três Meninas ; ensuite jusqu'à la limite avec le quartier Vila Nova et, de là, jusqu'à la rencontre des routes Belém Velho et Kanazawa.

## Histoire
Il s'agit d'un des plus anciens noyaux d'habitation de Porto Alegre, et la dénomination "Belém Velho" se réfère au culte de Notre-Dame de Belém, propagé dans la région par une de ses premières habitantes, Francisca Maria de Jesus. Une chapelle fut construite en 1830, en hommage à Notre-Dame de Belém.
Avec la construction de l'église, les terres des environs furent soumises à une nouvelle appropriation de la part des membres du clergé qui redistribuaient des lots de terre en vue du développement de la zone. Plus tard, la chapelle passa à la condition de cure, et Beléme Velho devint paroisse.
Au tournant du siècle, Belém Velho devint un lieu de villégiature d'été pour les familles qui possédaient là des résidences secondaires. Les activités agropastorales s'y développèrent aussi. Les autorités publiques ne se préoccupaient pas, à l'époque, de faciliter l'accès à l'endroit, le rendant toujours plus éloigné du Centre de la municipalité.
En 1926 la ligne de chemin de fer entre le Mercado Público (Marché public central) et le quartier de Tristeza qui passait par Belém Novo fut prolongée jusqu'à Vila Nova. Elle fut dès lors utilisée pour le transport de la production de ce recoin rural de Porto Alegre. Cependant, son existence ne devait pas durer : considérée économiquement déficitaire, elle fut fermée en 1932.
À partir des années 1930, trois institutions s'installèrent dans le quartier, liées à la Santé publique et à l'Assistance sociale : le Sanatorium Belém, le Secours Santa Cruz et l'Institut São Benedito. Ces institutions allaient grandement influencer l'histoire du quartier, faisant fuir beaucoup de monde amené à considérer désormais Belém Velho comme étant un lieu insalubre.
Le quartier abrite depuis le XIXe siècle le Cimetière de Belém Velho, qui fut fermé par la Mairie en 1992 ; il possède une aire de 2 ha. D'autres lieux donnent son identité historique au quartier : la Chapelle, le vieux pâté de maisons en face de la Place et la propriété qui appartenait à la famille Chaves Barcelos.
Malgré l'ancienneté de son histoire, ce quartier ne fut reconnu comme tel par sa délimitation qu'en 1980, une grande partie de son territoire passant sur celui du quartier de Vila Nova.

## Aujourd'hui
Au milieu d'une population croissante, Belém Velho continue à être un des quartiers de Porto Alegre à la plus basse densité démographique, et a comme principale caractéristique d'avoir conservé une vocation agricole.